# HD 147018
HD 147018은 남쪽삼각형자리 방향으로 지구로부터 약 139 광년 떨어진 곳에 있는 G형 주계열성이다. 겉보기 등급은 8.4로 맨눈으로는 볼 수 없고 작은 망원경을 이용하면 관측이 가능하다. 2009년 8월 이 별 주위를 도는 외계 행성 HD 147018 b와 HD 147018 c의 발견 사실이 공식적으로 발표되었다. 발견 기술은 시선 속도법이며, 칠레 소재 라 실라 천문대의 CORALIE 분광 사진기가 사용되었다.

## 같이 보기
- HD 74156
- HD 37124 - 황소자리 방향으로 지구에서 108 광년 떨어진 황색 왜성. 외계 행성 3개 발견.
- HD 10180 - 지구에서 127 광년 떨어진 항성. 외계 행성 7개 발견.
- HD 9446 - 삼각형자리 방향으로 지구에서 172광년 떨어진 G형 주계열성. 2010년 1월 5일 외계 행성 2개 발견.
- HIP 5158 -고래자리 방향으로 지구에서 130광년 떨어진 K형 주계열성. 2009년 외계 행성 1개 발견.
- HR 8799 - 페가수스자리 방향으로 지구에서 129광년 떨어진 항성. 2008년 11월 13일 외계 행성 3개 발견.
- HD 147018 - 남쪽삼각형자리 방향으로 지구에서 139광년 떨어진 G형 주계열성. 2009년 8월 외계 행성 3개 발견.